# Slowenische Eishockeyliga 2011/12
Die Saison 2011/12 war die 21. Spielzeit der slowenischen Eishockeyliga, der höchsten slowenischen Eishockeyspielklasse. 

## Teilnehmerfeld und Modus
Die folgenden Mannschaften nahmen nach Beendigung der Slohokej Liga an der Meisterschaft teil. Der HK Jesenice und der HDD Olimpija Ljubljana stießen nach der Hauptrunde aus der Österreichischen Eishockeyliga hinzu und waren fix für die Playoffs qualifiziert. 
- HDD Bled
- HK Jesenice (EBEL)
- HDD Olimpija Ljubljana (EBEL)
- HK Slavija Ljubljana
- HK Olimpija
- HK Triglav
- HDK Stavbar Maribor

Gespielt wurde ein Grunddurchgang mit einer einfachen Hinrunde. Es folgten Play-offs mit Halbfinale und Finale sowie Spiel um Platz drei.

## Grunddurchgang
| Pl. |                      | Sp | S | OTS | OTN | N | Tore  | Diff | SM  | PP      | PK       | Punkte |
| 1.  | HK Triglav           | 4  | 3 | 0   | 0   | 1 | 17:14 | +3   | 51  | 06,67 % | 69,23 %  | 9      |
| 2.  | HDK Stavbar Maribor  | 4  | 3 | 0   | 0   | 1 | 15:10 | +5   | 40  | 22,73 % | 100,00 % | 9      |
| 3.  | HK Olimpija          | 4  | 2 | 0   | 0   | 2 | 16:13 | +3   | 30  | 12,50 % | 86,67 %  | 6      |
| 4.  | HK Slavija Ljubljana | 4  | 1 | 0   | 1   | 2 | 15:17 | −2   | 71  | 15,79 % | 86,96 %  | 4      |
| 5.  | HDD Bled             | 4  | 0 | 1   | 0   | 3 | 17:26 | −9   | 112 | 5,26 %  | 81,25 %  | 2      |

## Playoffs

### Halbfinale
| Serie                                        | Endergebnis | Spiel 1 | Spiel 2 |
| -------------------------------------------- | ----------- | ------- | ------- |
| HK Jesenice – HK Triglav                     | 2:0         | 6:0     | 5:2     |
| HDD Olimpija Ljubljana – HDK Stavbar Maribor | 1:0         | 4:1     | 3:3     |

### Finale
| Serie                                | Endergebnis | Spiel 1 | Spiel 2 | Spiel 3 | Spiel 4 |
| ------------------------------------ | ----------- | ------- | ------- | ------- | ------- |
| HDD Olimpija Ljubljana – HK Jesenice | 3:1         | 6:4     | 2:3     | 8:3     | 5:2     |

### Serie um Platz 3
| Serie                            | Endergebnis | Spiel 1 | Spiel 2 |
| -------------------------------- | ----------- | ------- | ------- |
| HK Triglav – HDK Stavbar Maribor | 0:2         | 1:4     | 1:4     |